# 忠勇之家
《忠勇之家》（英語：Mrs. Miniver）是1942年由米高梅公司出品的美國的一部電影。導演是威廉·惠勒。主演則是葛麗·嘉遜、沃爾特·皮金和特里薩·賴特。本片在商业上和评论上都大获成功，它在当年的奥斯卡金像奖中共收获了12个提名，這部電影在當年的奧斯卡獎中獲得了6個大奖，包括最佳電影、最佳女主角、最佳女配角和最佳導演獎。

## 情节
本片讲述的是一个英国中产家庭在二战前夕的遭遇。主人公是一个成功的建筑师，而她漂亮的妻子则是贤内助。他们的大儿子是牛津大学的学生，小儿子和小女儿尚且年幼。夫人非常受大家的欢迎，火车站的站长还用她的来命名自己最近培育成功的新品种玫瑰花。后来第二次世界战爆发，纳粹德国空军轰炸英国。夫人曾经遇到一名降落在附近的德军飞行员，除此以外还围绕着玫瑰花评选比赛发生了一系列的剧情。

## 外部連結
- 開眼電影網上《忠勇之家》的資料（繁體中文）
- 豆瓣电影上《忠勇之家》的資料 （简体中文）
- 时光网上《忠勇之家》的資料（简体中文）
- AllMovie上《忠勇之家》的资料（英文）
- 爛番茄上《忠勇之家》的資料（英文）
- TCM电影资料库上《忠勇之家》的资料（英文）
- 互联网电影数据库（IMDb）上《忠勇之家》的资料（英文）

}
| 獎項                | 獎項                    | 獎項                  |
| ------------------- | ----------------------- | --------------------- |
| 前任者： 《翡翠谷》 | 奥斯卡最佳影片奖 1942年 | 繼任者： 《北非谍影》 |